# Il giro del mondo (singolo)
Il giro del mondo è un singolo dei cantanti italiani Alfa e Yanomi, pubblicato il 29 novembre 2019 come secondo estratto dal primo album in studio Before Wanderlust di Alfa.

## Descrizione
Il brano, scritto dallo stesso Alfa, è prodotto da Yanomi.

## Video musicale
Il video musicale, diretto da Nicholas Baldini, è stato pubblicato il 17 dicembre 2020 attraverso il canale YouTube di Alfa.

## Tracce
Testi di Andrea De Filippi, musiche di Andrea De Filippi, Lorenzo Milano e Julien Boverod.
1. Il giro del mondo – 3:33

## Classifiche
| Classifica (2020) | Posizione massima |
| ----------------- | ----------------- |
| Italia            | 100               |